# Эберзеккен
Эберзеккен (нем. Ebersecken) — деревня и бывшая коммуна в Швейцарии, в кантоне Люцерн.
До 2019 года имела статус отдельной коммуны. 1 января 2020 года вошла в состав коммуны Альтисхофен.
Входит в состав избирательного округа Виллизау (до 2012 года входила в состав управленческого округа Виллизау).
Население составляет 402 человека (на 31 декабря 2013 года). Официальный код — 1126.
Через населённый пункт протекает ручей Рюкенбах.